# Sparganium longifolium
Sparganium longifolium là một loài thực vật có hoa trong họ Typhaceae. Loài này được Turcz. ex Ledeb. miêu tả khoa học đầu tiên năm 1838.